# Маскаренский хребет
Маскаре́нский хребе́т — подводный хребет в западной части Индийского океана, протягивающийся от Сейшельских островов на севере до района острова Маврикий на юге.
Длина хребта — около 2000 км, ширина — 300—400 км, высота — 1500—4000 м, близ островов Маврикий и Маэ — до 5 км. Маскаренский хребет имеет крутые склоны и плоский гребень, который представляет собой преимущественно плоскую или выпуклую поверхность, разделённую неглубокими седловинами на несколько отмелей, глубина над которыми составляет 200—300 м, местами снижаясь до 8 м.
На севере хребет имеет материковую кору, причём граниты выходят на поверхность, и образуя такие острова, как Маэ и Праслен. Южная часть хребта сложена вулканическими породами, местами увенчанными коралловыми известняками. Осадки: коралловые пески и фораминиферовые илы.